# Phyllopoda
Los filópodos (Phyllopoda) son una subclase de crustáceos branquiópodos, que incluye, entre otros, los Triops y los cladóceros.

## Clasificación
Según Martin & Davis (2001), la subclase Phyllopoda incluye los siguientes grupos:
- Orden Notostraca Sars, 1867

Familia Triopsidae Keilhack, 1909
- Orden Diplostraca Gerstaecker, 1866

Suborden Laevicaudata Linder, 1945
Familia Lynceidae Baird, 1845
Suborden Spinicaudata Linder, 1945
Familia Cyzicidae Stebbing, 1910
Familia Leptestheriidae Daday, 1923
Familia Limnadiidae Baird, 1849
Suborden Cyclestherida Sars, 1899
Familia Cyclestheriidae Sars, 1899
Suborden Cladocera Latreille, 1829
Infraorden Ctenopoda Sars, 1865
Familia Holopediidae Sars, 1865
Familia Sididae Baird, 1850
Infraorden Anomopoda Stebbing, 1902
Familia Bosminidae Baird, 1845
Familia Chydoridae Stebbing, 1902
Familia Daphniidae Straus, 1820
Familia Macrothricidae Norman & Brady, 1867
Infraorden Onychopoda Sars, 1865
Familia Cercopagididae Mordukhai-Boltovskoi, 1968
Familia Podonidae Mordukhai-Boltovskoi, 1968
Familia Polyphemidae Baird, 1845
Infraorden Haplopoda Sars, 1865
Familia Leptodoridae Lilljeborg, 1900